# Émanville (Seine-Maritime)
Émanville település Franciaországban, Seine-Maritime megyében. Lakosainak száma 768 fő (2022. január 1.). Émanville Ancretiéville-Saint-Victor, Hugleville-en-Caux, Limésy, Sainte-Austreberthe és Saussay községekkel határos.

## Népesség
A település népességének változása:
| Lakosok száma | 642  | 697  | 720  | 707  | 709  | 712  | 753  | 768  | 768  |
|               | 2013 | 2015 | 2016 | 2017 | 2018 | 2019 | 2020 | 2021 | 2022 |